# 门源站
门源站，位于中华人民共和国青海省海北藏族自治州门源回族自治县，是兰新客运专线上的高铁站，于2014年12月26日开通启用，由中国铁路青藏集团管辖。

## 歷史
- 2014年12月26日开通启用。

## 車站周邊
- 门源锦秀金林度假村
- 大通河

## 外部連結
- 中国铁路客户服务中心 （页面存档备份，存于）